# 黑衛軍
黑衛軍（俄语：Чёрная Гвардия）是俄國革命與內戰期間出現的武裝工人團體，也是無政府主義者的主要武力。黑衛隊於1917年夏季由烏克蘭無政府主義者瑪莉亞·尼基弗洛娃所創立，翌年初擴張到莫斯科，由莫斯科的無政府主義者聯盟所控制。

## 沿革
瑪莉亞·尼基弗洛娃，常用暱稱「瑪露夏」（Marusya）為烏克蘭著名無政府主義者，早年曾參加恐怖活動，被捕後判處終生監禁，1910年時被流放至西伯利亞，但不久即逃亡到日本。其後，瑪莉亞·尼基弗洛娃以暱稱「瑪露夏」於美國、西班牙、法國活動，屬於克魯泡特金一派。瑪露夏於一次大戰時響應法國，曾隨法軍前往巴爾幹作戰，直到俄國革命開始後才潛回聖彼得堡。然而，俄國臨時政府並不歡迎這批無政府主義者，瑪露夏遂回到家鄉，烏克蘭的亞歷山德羅夫斯克（今札波羅結），並在當地組織了第一支無政府主義者武裝，即是最早的黑衛軍。
瑪露夏是俄國內戰期間少見的女性武裝首領，常被與聖女貞德相比；但她率領的黑衛軍仍是以武力威脅與恐怖活動的手段推動變革。與此同時，涅斯托爾·馬赫諾也在烏克蘭各地建立了類似的武裝組織，他以羅賓漢式的劫富濟貧方式佔據土地，並將財富重新分配給農民。
1918年4月11日，一支由契卡指揮的紅軍部隊襲擊了莫斯科的無政府主義者總部。，布爾什維克與無政府主義者的默契開始破裂。由於黑衛軍缺乏政治支持，僅有少數地方武裝可以運動，因此沒有遭到大規模的政治運動攻擊。無政府主義者維克托·塞爾日便認為黑衛軍將大多數的力量耗費在無意義的小衝突之上。
在布列斯特-立陶夫斯克條約後，馬赫諾重整了烏克蘭境內的無政府主義者武裝，以「烏克蘭革命起義軍」為名，常稱「黑軍」或「馬赫諾集團」。瑪露夏的黑衛軍早已形同瓦解，只被視為無政府主義者的典型存在；由於馬赫諾的黑軍規模更大，組織與政治信念也更為多樣，一般並不將他們視為黑衛軍的延續。